# TIM San Marino
TIM San Marino S.p.A. (originariamente Intelcom S.p.A., poi Telecom Italia San Marino S.p.A.) è un'azienda sammarinese di telecomunicazioni, controllata da TIM S.p.A., focalizzata sulla tecnologia VoIP e sui servizi di telefonia fissa e mobile.
Fondata nel 1992, è l'operatore storico di telecomunicazioni della Repubblica di San Marino.
In passato ha operato anche con il marchio Alice.

## Servizi
TIM San Marino offre le seguenti tipologie di servizi di telecomunicazione:
- Servizi per utenze private e aziendali destinati principalmente alla Repubblica di San Marino
- Servizi di piattaforma
- Servizi di data center per Internet
- Registration authority di dominio di primo livello (.sm)[4]

## Identità aziendale

### Loghi

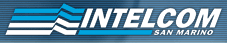
1992-2005
2005-2017
in uso dal 2017